# Otway Ranges
Die Otway Ranges sind ein Bergland in der Great Dividing Range, das im Süden des Ortes Colac in Victoria, Australien, liegt.
Das Bergland entstand am Ende des Tertiär vor 45 Millionen Jahren und erhob sich auf seine heutige Höhe. In den Ablagerungen aus der Kreide wurden Knochen von Dinosauriern gefunden.
Die Berge sind von Regenwäldern bedeckt, darunter wächst die Acacia melanoxylon, ein Baum, der bis zu 100 Meter hoch werden kann und Farne, wie das Dicksonia antarctica.
Nach dem Bau einer Eisenbahnstrecke wurde Holz in diesem Gebiet geschlagen und abtransportiert.
In den Bergen erstreckt sich der Great-Otway-Nationalpark, der heute die früheren Angahook-Lorne, Carlisle und Melba Gully State Parks sowie weitere Staatsforste und Kronland umfasst.